# Grand Hotel Opduin

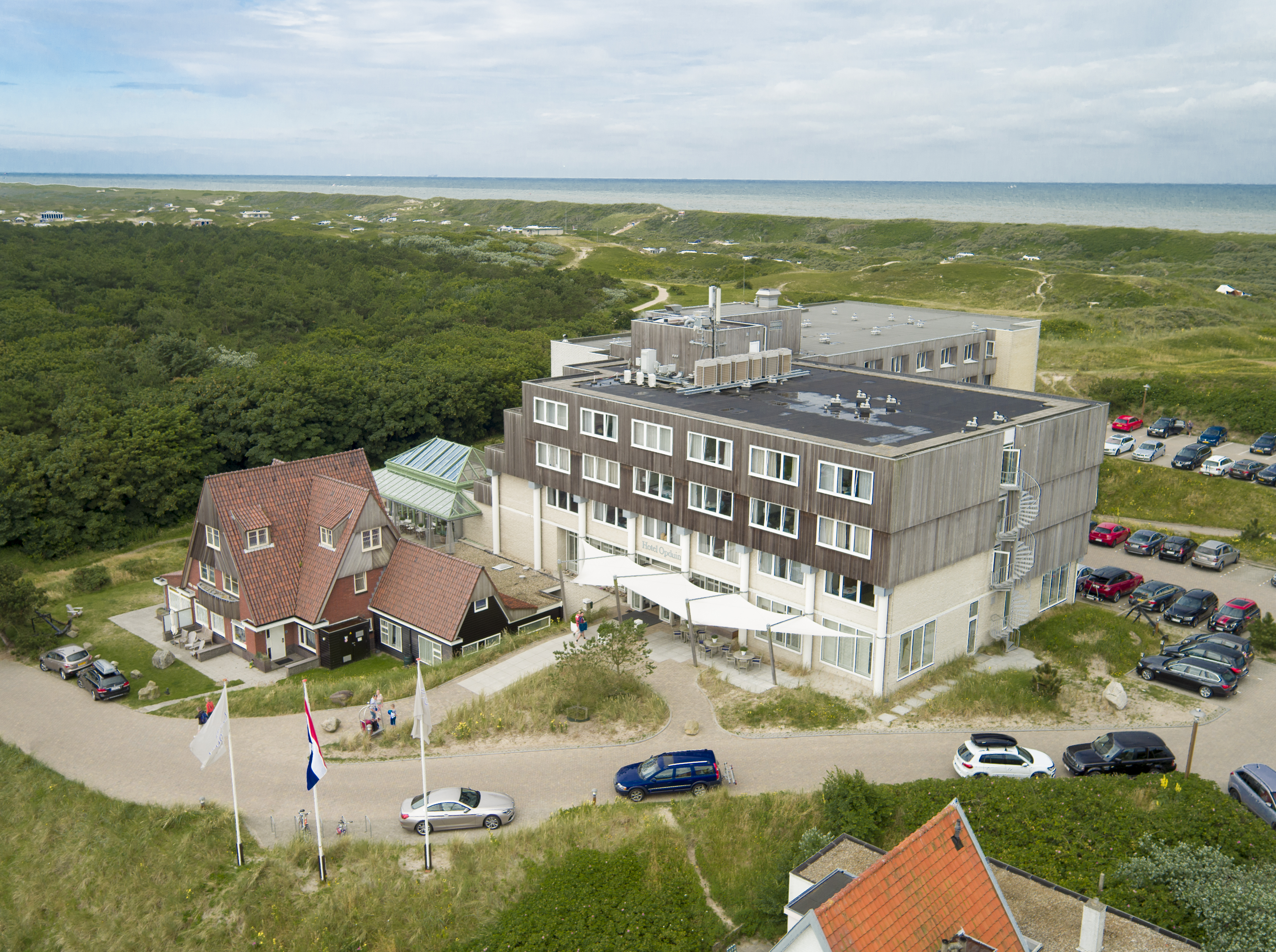
Grand Hotel Opduin in 2007

Grand Hotel Opduin is een hotel gelegen in het Nationaal Park Duinen van Texel op het waddeneiland Texel. Op Texel zelf wordt het hotel vaak kortweg Opduin genoemd. 

## Beschrijving
Het gebouw is gelegen op de duinen aan de rand van het dorp De Koog op ongeveer 200 meter van het noordzeestrand, waar het hotel over eigen strandhuisjes beschikt. Het hotel telt 96 kamers en suites en heeft een zestal multifunctionele vergaderzalen. In het hotel zijn een restaurant met terras in de duinen, zwembad, Finse sauna met Turks stoombad, fitnessruimte en een beauty & wellness centrum aanwezig. 

## Geschiedenis
In 1934 startten Hein en Trijntje Wuis een pension onder de naam Villa Op Duin. Het pension was gelegen aan een zandweg, helemaal vrij in de duinen. Architect was L. Igesz (ook ontwerper van het Esperantomonument in Den Burg). Het pension had elf kamers en was haar tijd ver vooruit met elektrisch licht, centrale verwarming en warm en koud stromend water op iedere kamer, dit water werd met een eigen pomp uit de duinen gehaald. In de Tweede Wereldoorlog werd het hotel door de Duitsers in beslag genomen voor het onderbrengen van officieren.
In 1966 werd achter de villa een vleugel van drie verdiepingen en een restaurant gebouwd. Een jaar later werd het bedrijf overgedragen aan zoon Harry P. Wuis. In 1977 werden de etages uitgebouwd en nog een extra verdieping op het gebouw geplaatst. Het hotel werd later (1988) opnieuw uitgebreid met een extra vleugel.
In 2000 nam C. den Ouden, die twaalf jaar adjunct-directeur was geweest, met zijn vrouw H. den Ouden-Nuninga het hotel van de familie Wuis over. Het zelfstandige hotel werd in 2000 eigendom van de familie Den Ouden en was toen aangesloten bij Hampshire Classic Hotels. In 2004 werd het hotel uitgebreid met een brasserie genaamd De Franse Slag en het restaurant De Heeren XVII. Ook werd een nieuw zwembad en beautysalon Beau Rivage geopend. In 2005 werden alle hotelkamers gerenoveerd. Het gehele hotel werd op 1 januari 2008 rookvrij, vooruitlopend op het Nederlandse rookverbod.
In januari 2012 nam het hotelbedrijf van Lucas Petit het hotel over. Floris-Jan Zwaag werd de nieuwe directeur van het hotel. In de loop der jaren zijn het restaurant, de beauty & wellness, het zwembad, alle kamers en de lobby gerenoveerd. 

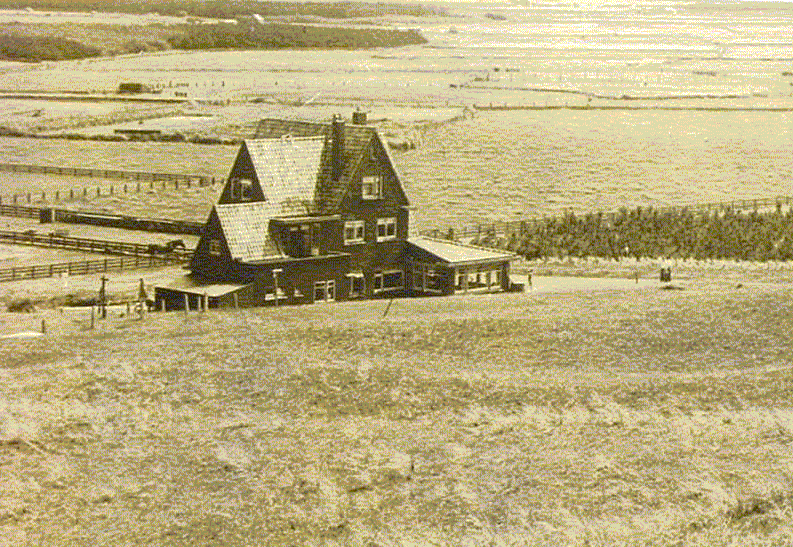
Pension Op Duin in 1934
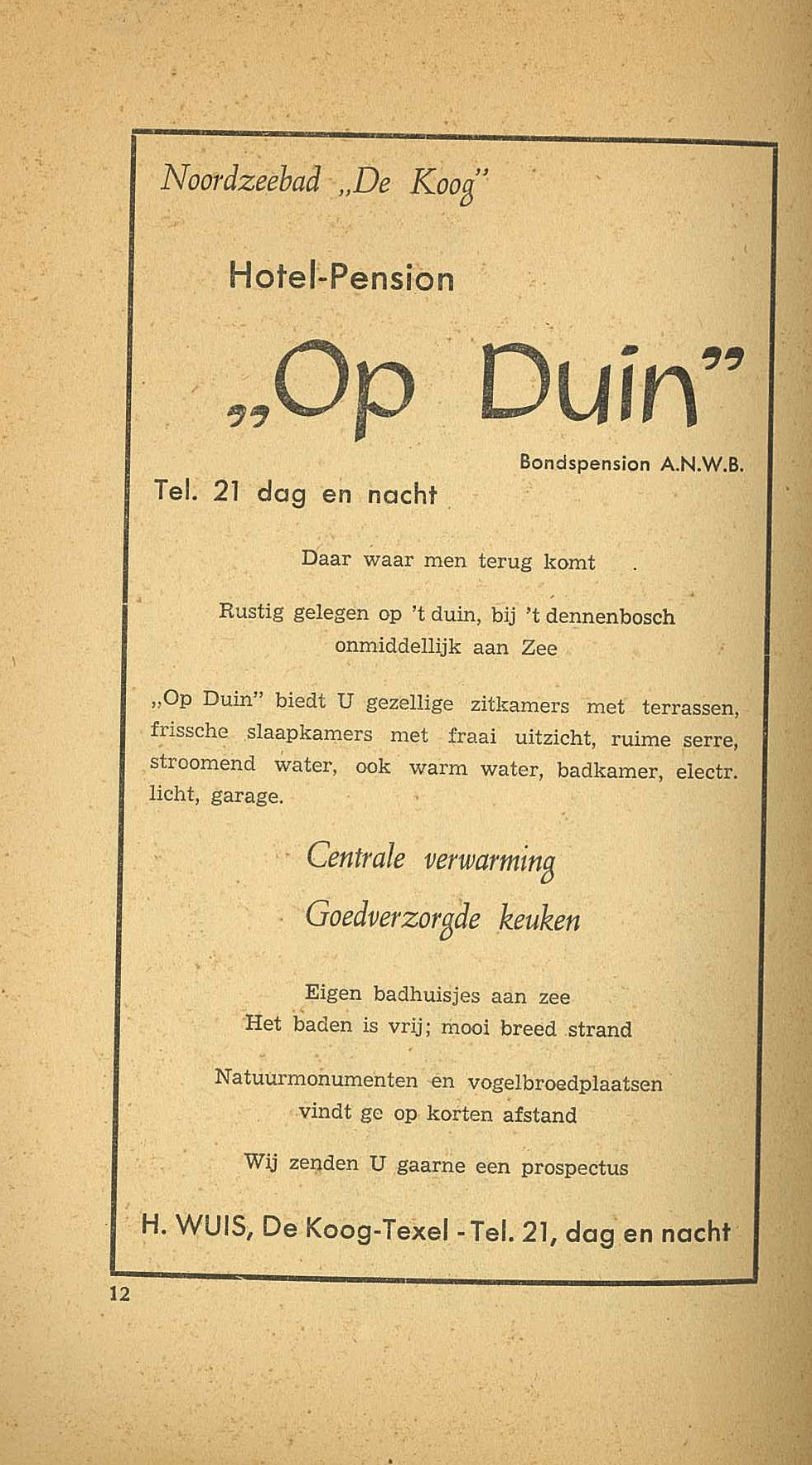
Advertentie in pensiongids 1947